# Cadre-47/1-Europameisterschaft 1970

Logo CEB (ausrichtender Verband)

Veranstaltungsort: Duisburg

Die Cadre-47/1-Europameisterschaft 1970 war das 13. Turnier in dieser Disziplin des Karambolagebillards und fand vom 19. bis zum 22. März 1970 in Duisburg statt. Es war die zweite Cadre-47/1-Europameisterschaft in Deutschland.

## Geschichte
Dieter Müller verteidigte in Duisburg souverän seinen im Vorjahr errungenen Titel. Ungeschlagen setzte er sich in der Endabrechnung klar vor dem sympathischen Franzosen Roland Dufetelle durch. Sein GD von 23,86 und seine Höchstserie von 281 waren neue deutsche Rekorde. Die Durchschnitte bei dieser Meisterschaft, außer bei Müller, waren nicht sonderlich hoch. Viele Teilnehmer führten das auf die neu eingeführten Billardbälle zurück.

## Turniermodus
Es wurde im Round Robin System bis 300 Punkte gespielt. Bei MP-Gleichstand wird in folgender Reihenfolge gewertet:
1. MP = Matchpunkte
2. GD = Generaldurchschnitt
3. HS = Höchstserie

## Abschlusstabelle
| MP    | Match Points (Sieger = 2; Unentschieden = 1; Verlierer = 0) |
| Pkte. | Erzielte Karambolagen                                       |
| Aufn. | Benötigte Versuche                                          |
| GD    | Generaldurchschnitt                                         |
| BED   | Bester Einzeldurchschnitt eines Spielers                    |
| HS    | Höchstserie                                                 |
|       | Bester GD des Turniers                                      |
|       | Bester ED des Turniers                                      |
|       | Beste HS des Turniers                                       |
|       | 1. Platz (Gold)                                             |
|       | 2. Platz (Silber)                                           |
|       | 3. Platz (Bronze)                                           |

| Platz                      | Name                 | MP   | Pkte. | Aufn. | GD    | BED   | HS  |
| -------------------------- | -------------------- | ---- | ----- | ----- | ----- | ----- | --- |
| 1                          | Dieter Müller        | 14:0 | 2100  | 88    | 23,86 | 60,00 | 281 |
| 2                          | Roland Dufetelle     | 10:4 | 1811  | 96    | 18,86 | 33,33 | 183 |
| 3                          | Ludo Dielis          | 10:4 | 1812  | 98    | 18,48 | 37,50 | 203 |
| 4                          | Hans Vultink         | 8:6  | 1757  | 129   | 13,62 | 21,42 | 133 |
| 5                          | José Gálvez          | 6:8  | 1760  | 132   | 13,33 | 21,42 | 115 |
| 6                          | Matthias Metzemacher | 6:8  | 1344  | 144   | 9,33  | 10,00 | 69  |
| 7                          | Franz Stenzel        | 2:12 | 1634  | 160   | 10,21 | 11,53 | 134 |
| 8                          | André Burgener       | 0:14 | 1234  | 145   | 8,51  | –     | 60  |
| Turnierdurchschnitt: 13,56 |                      |      |       |       |       |       |     |